# Brændende kærlighed (ret)
 For alternative betydninger, se Brændende kærlighed. (Se også artikler, som begynder med Brændende kærlighed)
Brændende kærlighed er en dansk madret. Den består traditionelt af kartoffelmos,  stegte bacontern og løg stegt i baconfedtet. Den serveres ofte med syltede rødbeder og drysset med purløg eller persille.